# Miss Belgique 2001
Miss Belgique 2001, 70e élection de Miss Belgique, s'est déroulée le 8 décembre 2000 à Londerzeel.
Le concours a été présenté en néerlandais par Francesca Vanthielen et en français par Jean-Michel Zecca. Il a été diffusé sur RTL-TVI en Wallonie et sur VTM en Flandre.
Le chanteur américain Lionel Richie faisait partie du jury.
La gagnante, Dina Tersago, succède à Joke Van de Velde, Miss Belgique 2000.

## Classement final
| Titre              | Candidates                                                         |
| ------------------ | ------------------------------------------------------------------ |
| Miss Belgique 2001 | - Anvers - Dina Tersago                                            |
| 1re dauphine       | - Anvers - Caroline Costermans                                     |
| 2e dauphine        | - Brabant flamand - Lynn De Merlier                                |
| Top 5              | - Liège - Vanessa Noville - Flandre orientale - Brunhilde Verhenne |

## Candidates
| Titre régional                       | Nom                   | Âge    | Domicile             |
| ------------------------------------ | --------------------- | ------ | -------------------- |
| Miss Anvers                          | Dina Tersago          | 21 ans | Puurs                |
| 1re dauphine de Miss Anvers          | Caroline Costermans   | 19 ans | Brasschaat           |
| Miss Brabant flamand                 | Lynn De Merlier       | 20 ans | Vilvorde             |
|                                      | Inès Van Belle        | 22 ans | Anderlecht           |
| Miss Bruxelles                       | Julie Genbrugge       | 22 ans | Bruxelles            |
| Miss Liège                           | Vanessa Noville       | 23 ans | Esneux               |
| Miss Flandre orientale               | Brunhilde Verhenne    | 22 ans | Audenarde            |
|                                      | Isabel Biondolillo    | 21 ans | Vottem               |
| Miss Hainaut                         | Emilie Kino           | 18 ans | Comines              |
|                                      | Géraldine Ferdinand   | 20 ans | Bruges               |
|                                      | Sylviane Lafontaine   | 21 ans | Woluwe-Saint-Lambert |
| Miss Brabant wallon                  | Céline Noris          | 20 ans | Nivelles             |
| Miss Namur                           | Stéphanie Sol         | 19 ans | Jambes               |
| Miss Luxembourg                      | Aude Van Massenhove   | 21 ans | Hotton               |
| 1re dauphine de Miss Brabant flamand | Leentje Van Opstal    | 23 ans | Merchtem             |
| 2e dauphine de Miss Limbourg         | Ann Darcis            | 18 ans | Alken                |
| Miss Limbourg                        | Lisbet Cuemen         | 21 ans | Heusden-Zolder       |
|                                      | Blandine Potvin-Camby | 19     | Braine-le-Comte      |
| Miss Flandre occidentale             | Yasmina Benmira       | 23 ans | Denderleeuw          |

## Déroulement de la cérémonie

### Prix distribués
| Prix                      | Nom                             |
| ------------------------- | ------------------------------- |
| Miss Sympathie            | Anvers - Dina Tersago           |
| Miss Belgique francophone | Miss Liège - Isabel Biondolillo |

## Observations